# Могильнянский замок
Могильнянский замок (бел. Магільнянскі замак) — оборонительное сооружение начала XVI—XVII в. в местечке Могильно Новогрудскога повета (ныне деревня Узденского района).

## Описание
Построен из дерева витебским воеводой С. Пацем на самом краю правого берега Немана. Четырёхугольная в плане площадь замка (100х65 м) была окружена валом и отделена от призамка глубоким (около 8 м) рвом. В восточной части площадки был бастионоподобное выступление. Замок имел въездную браму с подъемным мостом и не менее 4 угловые башни.
Согласно инвентарю 1536 г., составленного дворянином господарским Иваном Ивановичем, в Могильнянском замке было разное огнестрельное оружие: пушки — «серпантины железные, гаковниц в ложах четыры, а на киях пять гаковниц», порох пушечный («фаска неполная»), ручнины («два фунта») и «селитры пять фунтов». В оружейне «зброёвне» находилось немало амуниции, в том числе боевые наголовья («капалынов 24, шеломов 95»), пластинчатые доспехи («зброй бляховых на 10 похолков»), 25 кольчатых панцирей, 10 наручей, 4 зерцала, один щит — «котрыгал черленый старый» и 55 ярких плащей-накидок «барвиц», которые надевались поверх доспехов.
Инвентарь-«попис» отметил, что «замок Могиленский есть будованья пана Пацова». Значит, деревянные оборонительные сооружения здесь возникли между 1520 и 1536 годами. Правили замком «служебники» пана Паца Мацей и Павел Милошевичи. Строительный лес доставлялся из ближайшей «Могиленской пущи». В течение 1599—1602 лет все могильнянские владения снова перешли к Радзивиллам, которые сконцентрировали в своих руках фактически все Верхнее Понеманье.
Замок потерял оборонительное значение в ходе русско-польской войны (1654—1667). Позже в исторических источниках он не упоминается. Археологические исследования замка проводили А. Р. Митрофанов (1951), Г. В. Штыхов (1975), Л. В. Колединский (1977—1979), М. М. Чернявский (1979).